# Književna teorija
Teorija književnosti (poetika) je znanost koja proučava opće zakonitosti književnog oblikovanja. 
Dijelom je znanosti o književnosti.
Dijeli se na:
- stilistiku (proučava osobitosti jezika književnosti)
- versifikaciju (proučava zakonitosti oblikovanja stihova)
- klasifikaciju književnosti (bavi se načinima raspoređivanja književnosti po rodovima i vrstama)
- metodologiju proučavanja književnosti (proučava metode znanstvenog proučavanja književnosti)